# Maximum Receive Unit
MRU (англ. Maximum Receive Unit) — максимальний розмір даних, переданих в пакеті протоколу PPP, не включаючи заголовок пакета.
Значення MRU визначається протоколом LCP, що входять в сімейство PPP і приймається за замовчуванням рівним 1500 октетів. У випадку, якщо запитується менше значення, система повинна бути готовою до прийому повнорозмірного пакета при втрати синхронізації.
Основною причиною зміни MRU є використання протоколу PPPoE. Оскільки максимальний розмір даних в кадрі Ethernet дорівнює 1500 байт, з яких 6 байт займає заголовок PPPoE і 2 байти — ідентифікатор протоколу, величина MRU не повинна перевищувати 1492 байта. При використанні jumbo-кадрів значення MRU має збільшуватися понад 1492 байт для зменшення фрагментації. Для сумісності з попередньою специфікацією PPPoE, здатність сторін відправляти і приймати пакети більшого розміру визначається на етапі PPPoE Discovery відправкою і підтвердженням тегу PPP-Max-Payload.
При встановленні значення MRU більше 1492 байт, повинна виробляється перевірка здатності приймаючої сторони і проміжні обладнання повинні обробляти пакети такої ж довжини шляхом відправки одного або декількох повнорозмірних пакетів з луна-запитом. У випадку, якщо луна-відповідь не отримана, перевіряється проходження луна-пакетів нормального розміру і використовується стандартне значення MRU.